# Prudenci d'Àlaba
Prudenci d'Armentia (Armentia, Àlaba, ca. 550 - Burgo de Osma, Sòria, 28 d'abril, al final del segle VI) fou un anacorete i clergue basc, bisbe de Tarassona. Venerat com a sant, és el patró d'Àlaba i la seva festivitat se celebra el dia 28 d'abril.

## Fonts

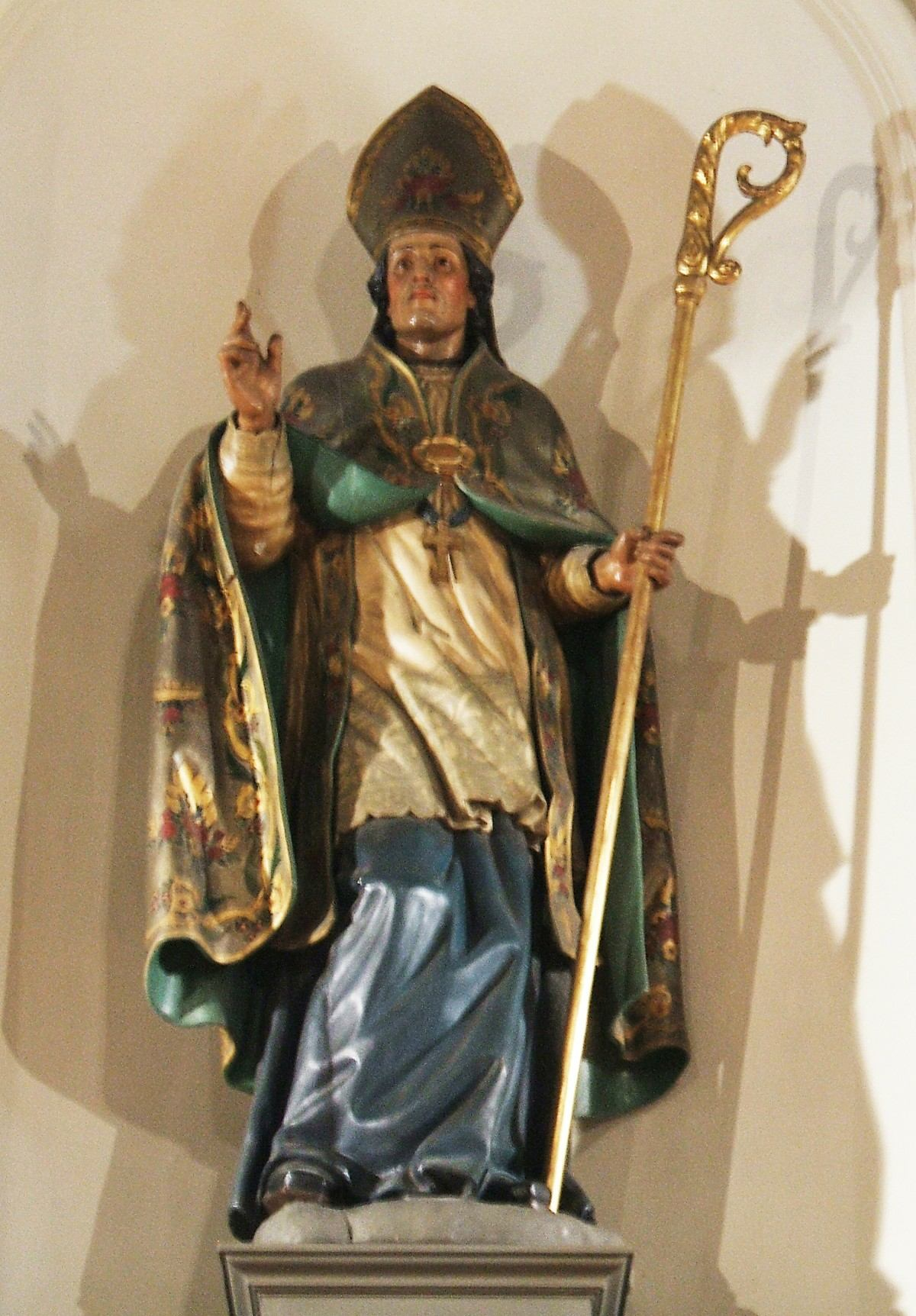
Talla a l'interior de l'Antiguo Hospicio de Vitoria

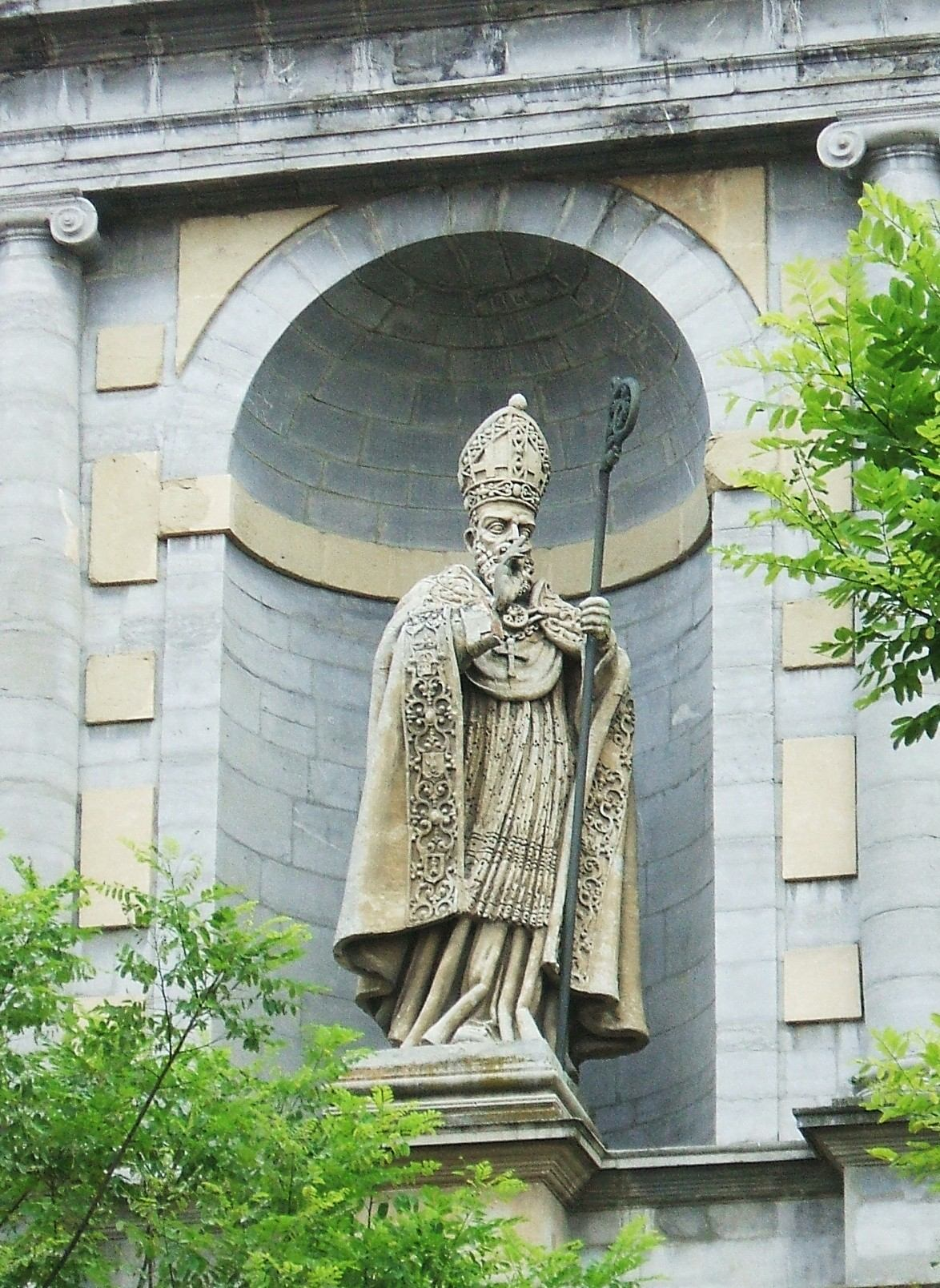
Escultura a l'Antiguo Hospicio de Vitoria

## Biografia
Prudenci va néixer a Armentia, poble d'Àlaba avui absorbit pel municipi de Vitòria. Als quinze anys va retirar-se a fer vida eremítica a la rodalia de la ciutat de Sòria, atret per la fama de santedat de Sant Saturi. S'hi estigué set anys, durant els quals Saturi va ensenyar-li les virtuts evangèliques. Saturi va morir i Prudenci el sebollí a la mateixa cova on vivia, tornant després a la Rija. Anà a Calahorra, seu diocesana, on va predicar i va obtenir moltes conversions, adquirint fama per les guaricions que se li atribuïen. Va fugir d'aquesta fama i marxà a Tarassona, on entrà com a clergue a la catedral de la ciutat.
Amb el temps, fou nomenat ardiaca i en morir el bisbe, va ésser elegit per succeir-lo. Dirigí la diòcesi amb rectitud i adquirí fama de santedat per la seva vida austera i cristiana. Va haver de marxar al Burgo de Osma on el van cridar com a intermediari en un conflicte; un cop va aconseguir l'acord, va emmalaltir i va morir sobtadament a la ciutat.
En haver mort a Burgo de Osma, va haver-hi disputes amb Tarassona pel lloc on havia d'ésser enterrat. La llegenda diu que van col·locar el seu cos sobre el cavall que feia servir en vida i van deixar-lo lliure. El cavall va anar marxant fins a arribar a un lloc a sis llègües de Logronyo, aturant-s'hi. Interprent això com un senyal, hi fou sebollit, en una cova a la falda del mont Laturce, a l'actual municipi de Clavijo (la Rioja).

## Veneració
Venerat des de la seva mort, consta documentat el seu culte ja al segle viii, en un cartulari de San Millán de la Cogolla de 759. Al lloc del seu enterrament s'aixecà una església dedicada a sant Vicenç màrtir que fou l'origen del monestir de San Prudencio de Monte Laturce, el nom del qual ja apareix en 1025, on es guardava el sepulcre del sant. Amb el temps, el monestir va decaure i va passar a dependre del d'Albelda al segle x. És possible que llavors es traslladessin les relíquies de Laturce a un altre lloc. També es diu que Garcia Sanxes III de Pamplona feu traslladar-ne les relíquies al nou monestir de Santa María la Real de Nájera, cap al 1140, deixant a Laturce el cap i alguns ossos. Avui, les restes que hi havia a Laturce (el reliquiari del cap) són a la Concatedral de Santa María la Redonda de Logronyo. El 4 de maig de 1645 la junta general de la província d'Àlaba el nomenà sant patró de la província.

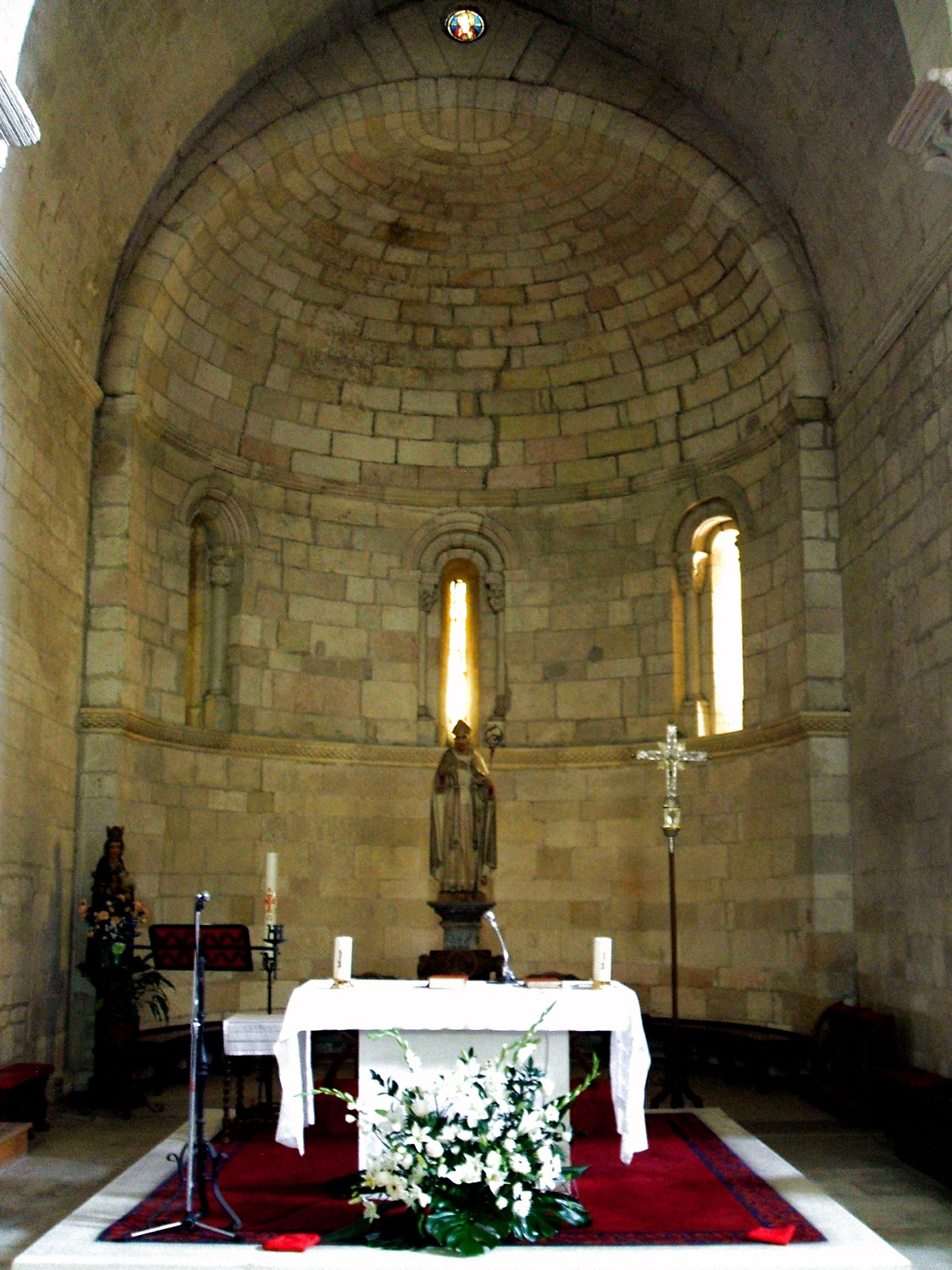
Altar de la basílica de S. Prudenci a Armentia, amb la talla del sant
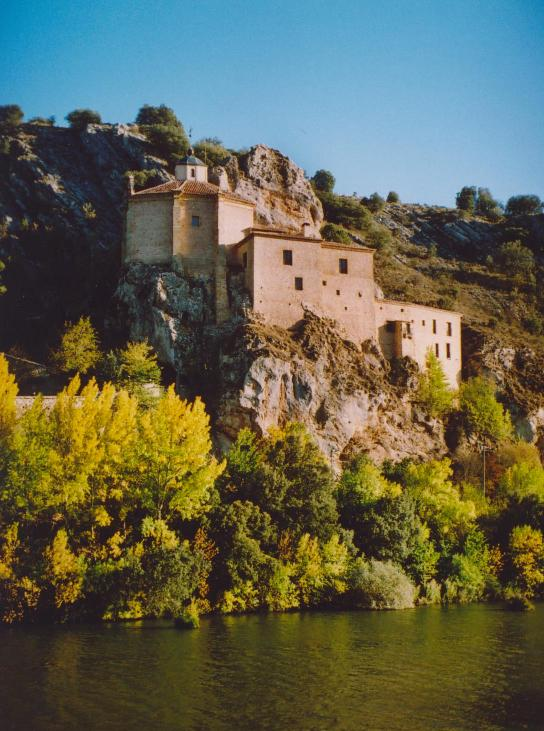
Ermita de Sant Saturi, a Sòria, on va viure Prudenci
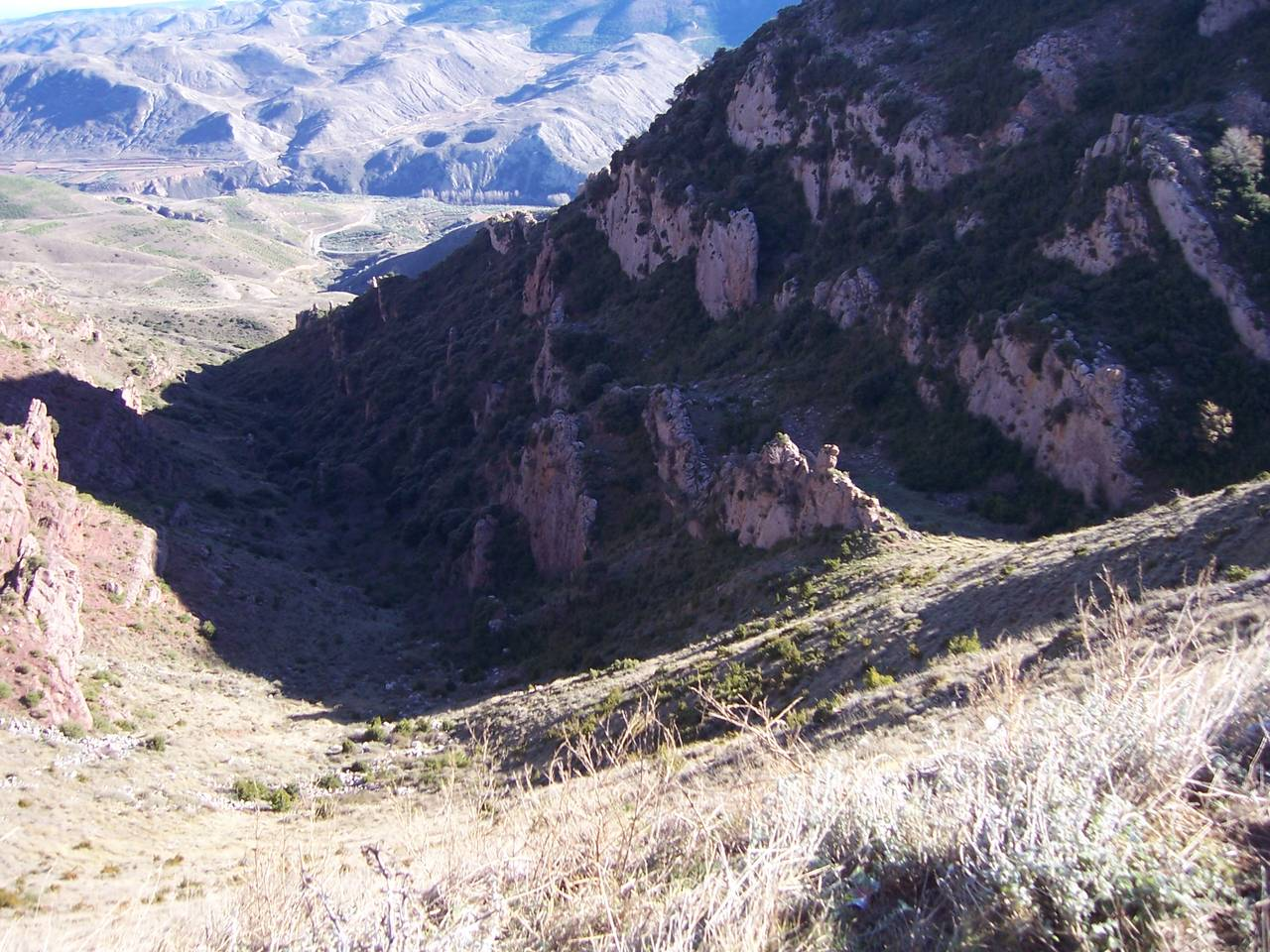
Lloc de l'antic monestir de Laturce i primer enterrament del sant, a Clavijo
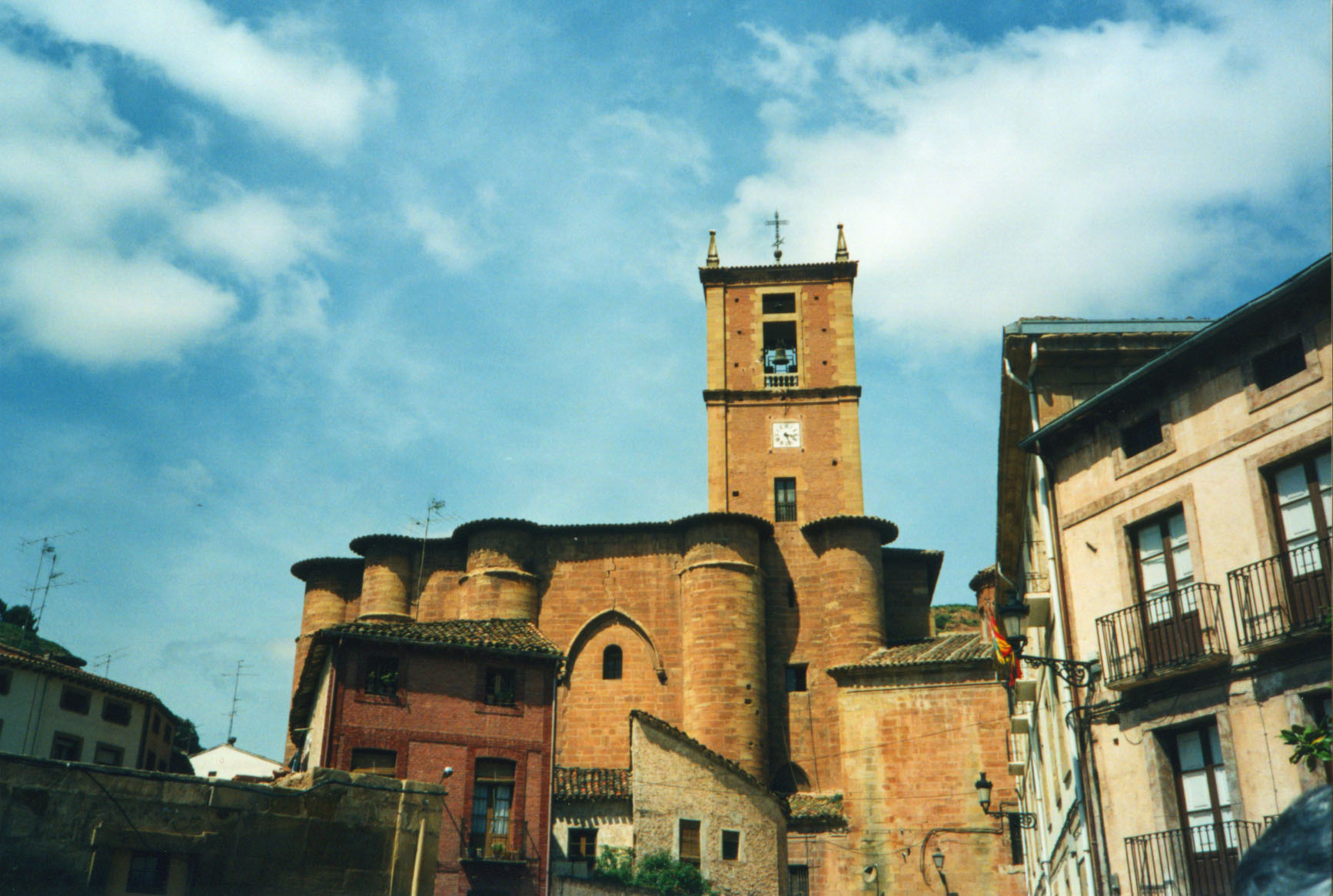
Monestir de S. Maria de Nájera
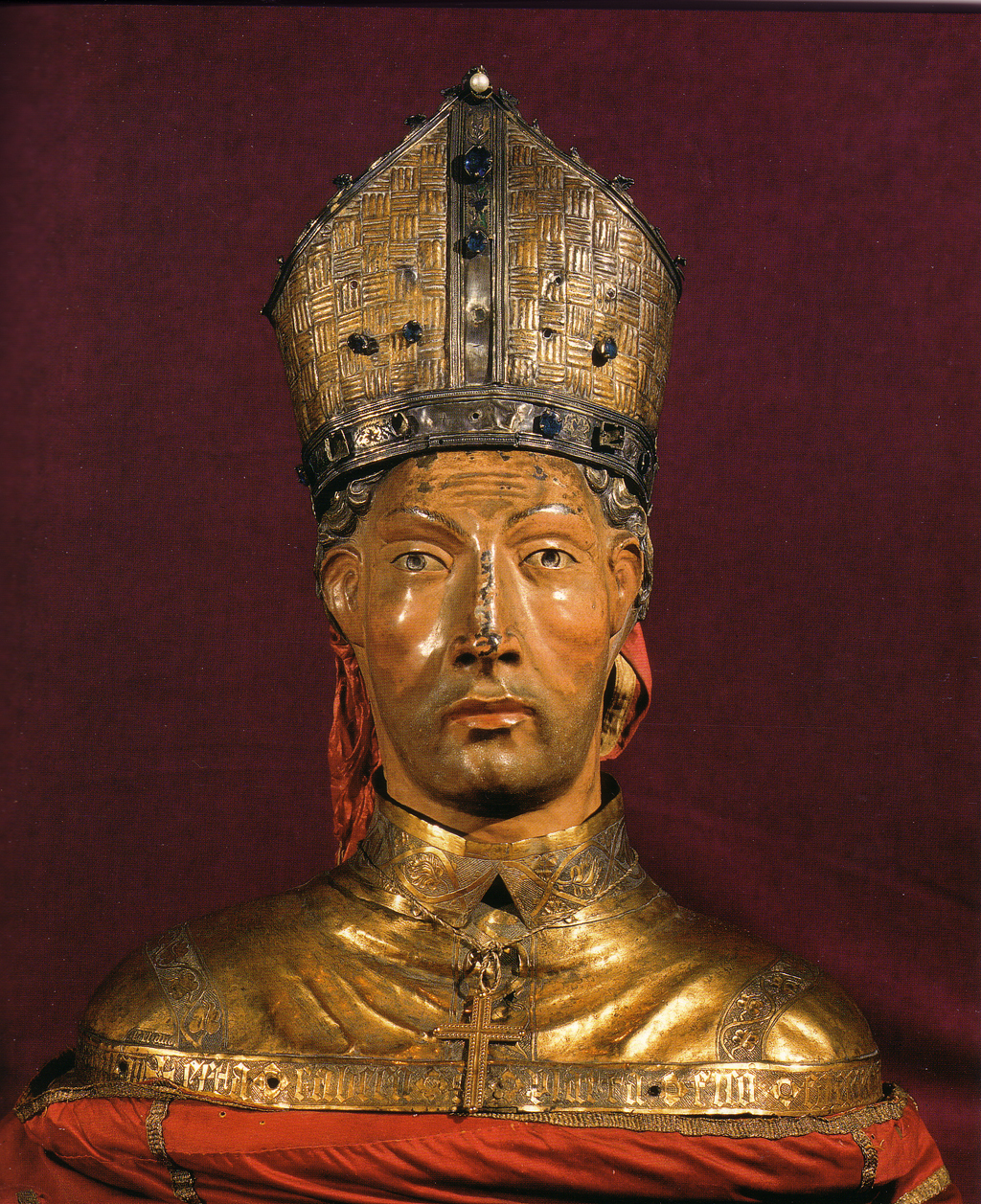
Bust-reliquiari del s. XVI (Logronyo, Sta. María de La Redonda)